# Dolmen des Tablettes

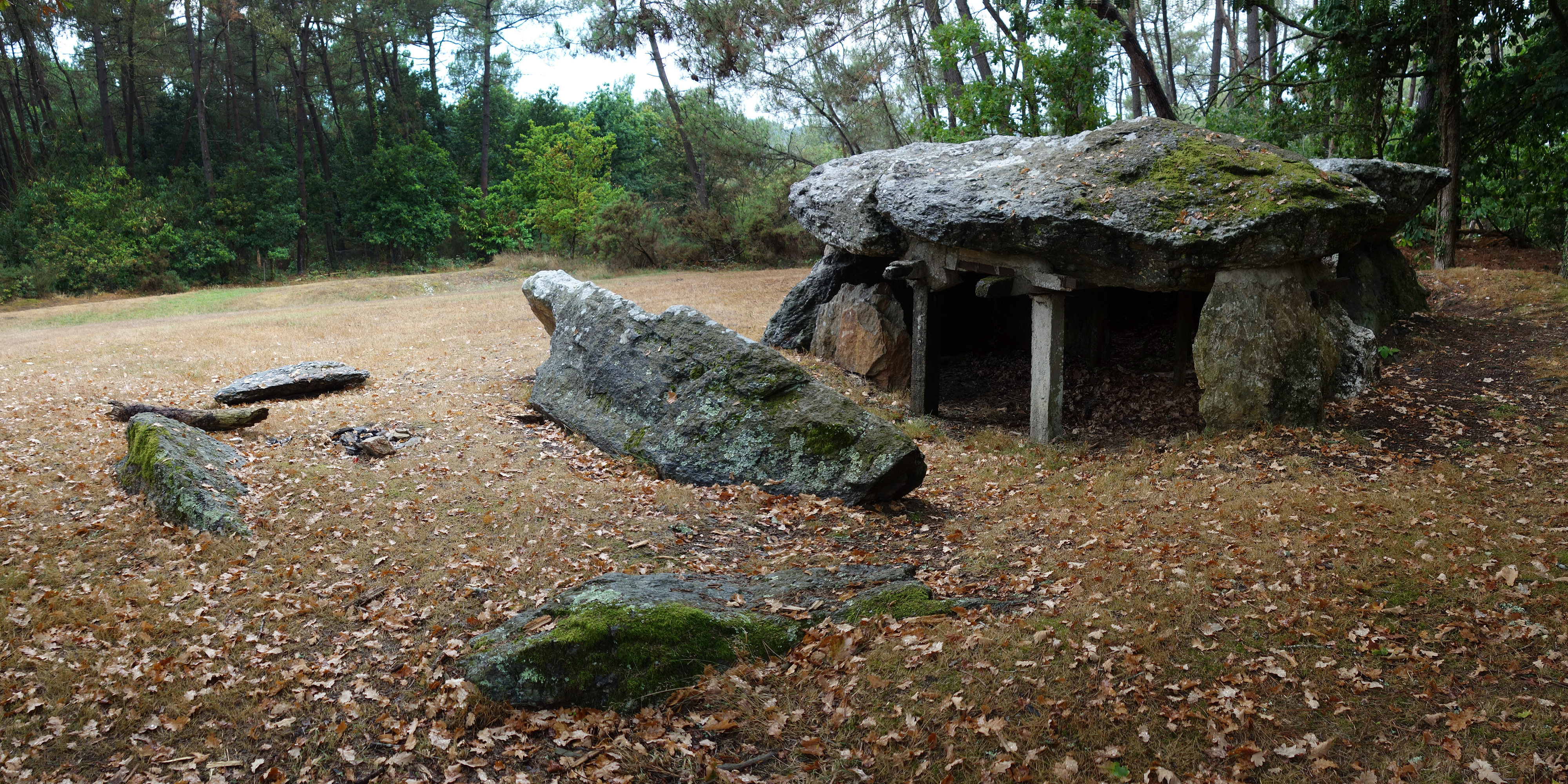
Dolmen des Tablettes

Der Dolmen des Tablettes (auch Tablettes de Cournon genannt) ist eine bretonische Megalithanlage des angevinischen Typs (auch Loire-Typ genannt), der ansonsten vor allem im Anjou und dort im Département Maine-et-Loire vorkommt. Er liegt in einem Pinienwald in der Gemeinde Cournon, südlich von La Gacilly im Osten des Département Morbihan in Frankreich. Dolmen ist in Frankreich der Oberbegriff für Megalithanlagen aller Art (siehe: Französische Nomenklatur).
Der etwa um 3000 v. Chr. errichtete Dolmen ist 5,0 m lang und 2,7 m breit. 1,5 m hohe Tragsteine stützen zwei große zerbrochene etwa 0,7 m dicke Deckplatten aus Puddingstein, (frz. Poudingue),  welche aus einer Entfernung von etwa zwei Kilometer heran transportiert wurden. Die Kammer ist durch Zwischenwände getrennt und wird heute wegen Einsturzgefahr durch Betonpfeiler gestützt.
In der Nähe befinden sich die Menhire de la Roche Piquée und zwei Tumuli. Die vier archäologischen Sehenswürdigkeiten liegen auf einer west-ost gerichteten Achse.